# Фернандо Даян Хорхе Енрікес
Фернандо Даян Хорхе Енрікес (ісп. Fernando Dayan Jorge Enriquez, нар. 3 грудня 1998) — кубинський спортсмен-веслувальник на каное, олімпійський чемпіон 2020 року.

## Виступи на Олімпіадах
| Олімпіада           | Дисципліна                  | Місце |
| ------------------- | --------------------------- | ----- |
| Ріо-де-Жанейро 2016 | каное-двійки, 1000 метрів   | 6     |
| Токіо 2020          | каное-двійки, 1000 метрів   | 1     |
| Париж 2024          | каное-одиночки, 1000 метрів | 22    |

## Зовнішні посилання
- Фернандо Даян Хорхе Енрікес на сайті International Canoe Federation (англійська)
- Фернандо Даян Хорхе Енрікес на сайті Olympedia (англійська)